# Football Club Fémina Braine
Le Football Club Fémina Braine est un club de football féminin belge situé à Braine-le-Comte dans la province de Hainaut.

## Histoire
La section féminine du Stade Brainois débute en provinciale. En 1988, l’équipe apparaît pour la première fois en nationale, à l’époque, la D2. Elle se maintient au milieu du tableau. En 1991, le Stade Brainois est 2e de sa série, derrière le KFC Rapide Wezemaal. Un an plus tard,  l'équipe remporte sa série et atteint le plus haut niveau pour la première fois. Ce sera pour un an puisque le club termine avant-dernier et descend. En D2, les choses se passent bien, ce sont deux deuxièmes places.

Le 13 mai 1995, la section féminine se sépare du Stade Brainois. À partir de ce moment, le club s'appelle le Standard Fémina de Braine. Après cinq ans, l'équipe est promue en D1. Cette fois-ci, le club se maintient au plus haut niveau, même s'il termine en queue du classement. En 2001, le nom du club est changé en FC Fémina Braine-Rebecq. Sous le nouveau nom, l’équipe n’obtient qu'un point en championnat et est relégué en D2 l'année suivante. Le club continue sa descente car, en D2, il se retrouve à l’avant-dernière place et c’est ainsi qu’il tombe en D3.

La 1re saison en D3, l'équipe termine à la 2e place, mais en 2005, Braine-Rebecq remonte. En 2008, le club est 2e et, à la suite de la défection du VCD Eendracht Alost, le club revient en D1. Cependant, la saison 2008-2009 est mauvaise, le club termine dernier. Tout comme la précédente fois, la chute continue, c'est la relégation en D2. En 2011, nouveau changement de nom: FC Fémina Braine. Le club est maintenant en 1re provinciale du Hainaut.

## Palmarès
- Champion de Belgique D2 (2) : 1992 - 1998
- Vice-Champion de Belgique D2 (1) : 2008
- Champion de Belgique D3 (1) : 2005

### Bilan
- 3 titres